# 升田山15号墳
升田山15号墳（ますだやまじゅうごごうふん）は、兵庫県加古川市東神吉町にある古墳。平荘湖古墳群（升田山支群）を構成する古墳の1つ。史跡指定はされていない。

## 概要
兵庫県南部、升田山から北西に延びる尾根上において尾根筋をカットして独立的に築造された大型円墳である。尾根上では古墳15基が認められ、本古墳はそのうち最大規模である。他の古墳も円墳と見られるが未調査のため明らかでない。現在までに墳丘の大半が改変されているほか、1964年（昭和39年）に平荘湖の工事に先立つ調査が実施され、その後に消滅する予定であったが、工事計画変更によって保存されている。
墳形は円形で、直径30メートル・高さ6メートル程度と復元される。墳丘の段築は明らかでない。墳丘表面に葺石は認められず、墳丘周囲に周濠も認められていない。埋葬施設は両袖式の横穴式石室で、西南西方向に開口する。石室全長14.18メートルを測る大型石室であり、石室内の調査では、副葬品として装身具・武器・武具・馬具・須恵器・土師器など多数が検出されている。
築造時期は、古墳時代後期の6世紀後半頃と推定され、7世紀初頭-前半頃までの追葬が認められる。石室規模・副葬品とも優れ、平荘湖古墳群に限らず兵庫県内でも代表的な後期古墳の1つになる。

## 埋葬施設

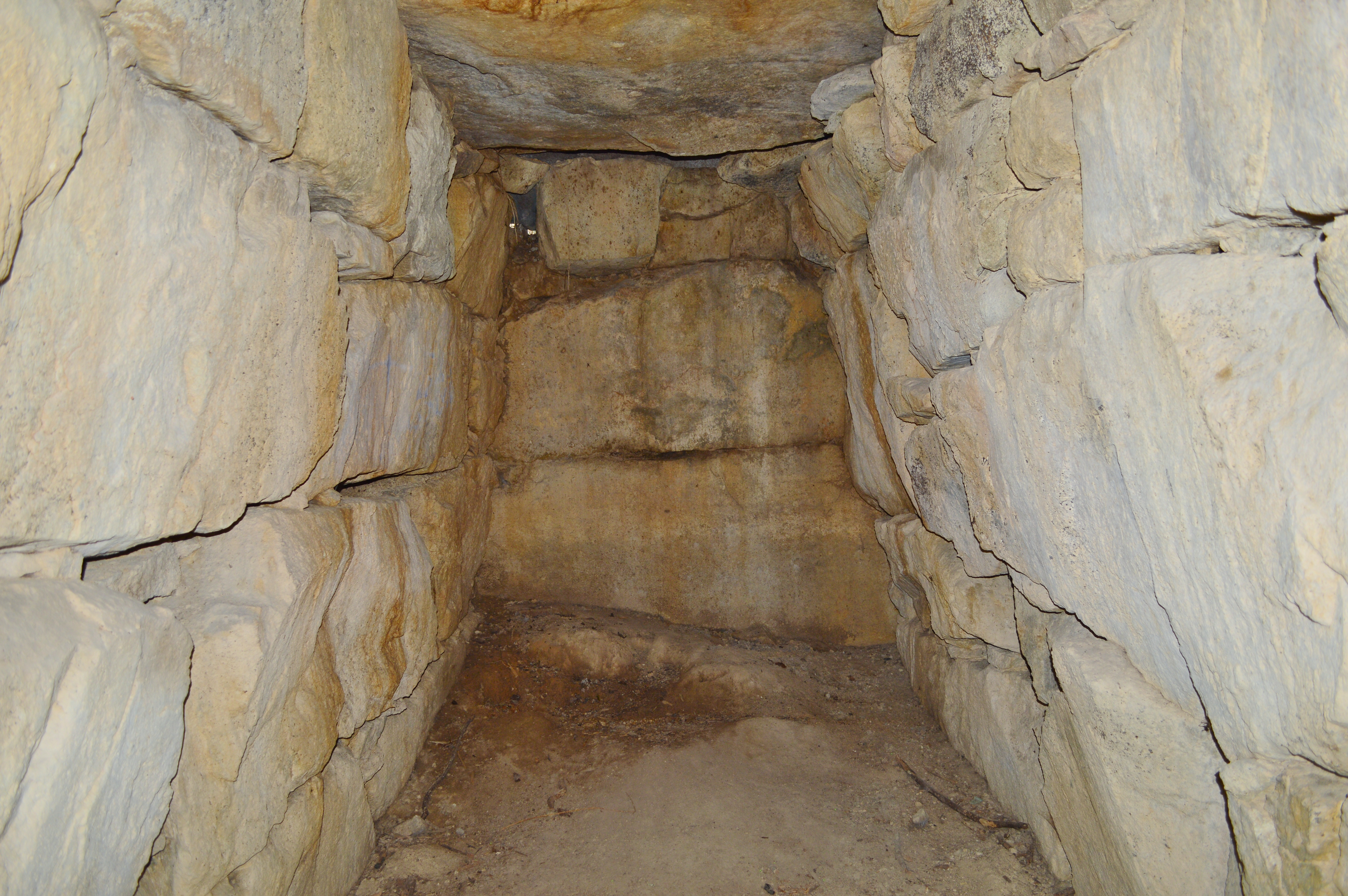
石室 玄室

埋葬施設は両袖式横穴式石室で、西南西方向に開口する。石室の規模は次の通り。
- 石室全長：14.18メートル
- 玄室：長さ5.07メートル、幅2.14-2.19メートル、現在高さ2.83メートル
- 羨道：長さ8.54-9.11メートル、幅1.50-1.53メートル、高さ2.20-2.31メートル

石室の石材は竜山石で、割石にある程度の表面調整が認められる。玄室は、奥壁では3段積みで、1段目を垂直に積み、2・3段目を内側に持ち送る。両側壁では4段積みで内側に持ち送る。羨道は、基本的に3段積みであるが、羨門に近くなると石材が小さくなり3段積みでなくなる。天井石は、玄室では3枚、羨道では現存4枚（元は6-7枚か）。調査時点では、羨門付近に割石積みの閉塞が遺存し、鉄器・須恵器片など追葬の痕跡を示していたという。
石室内では、玄室奥壁寄りで武具・馬具の多くが、玄室玄門寄り北側で装身具が検出されている。また土器は、古い特徴を持つものが玄室で、新しい特徴を持つものが閉塞石付近で出土する傾向にあり、古い特徴を持つものには玄室と羨道に分かれて出土するものも認められる。これらの様相によれば、複数回の追葬が推測される。

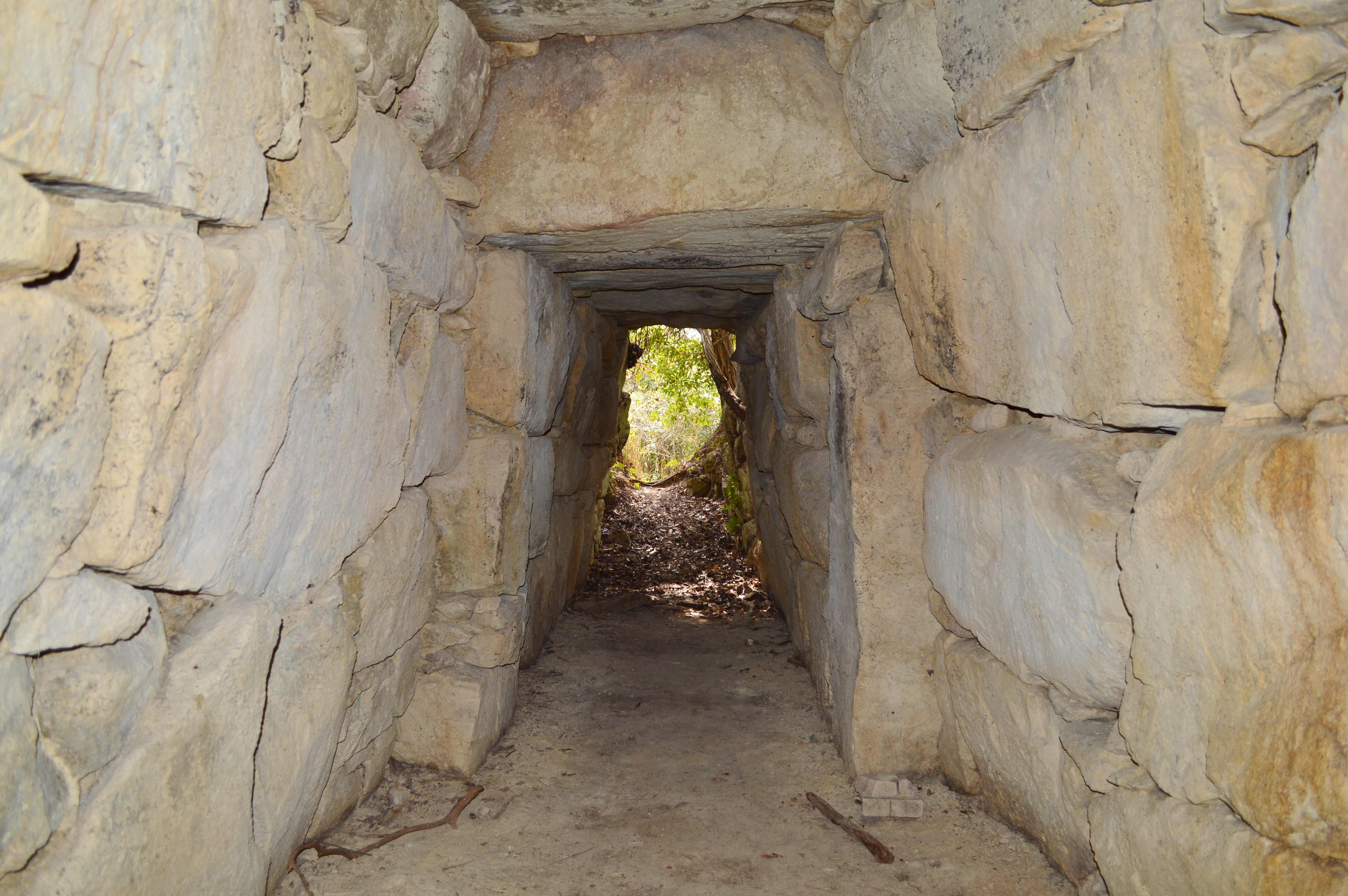
玄室（開口部方向）
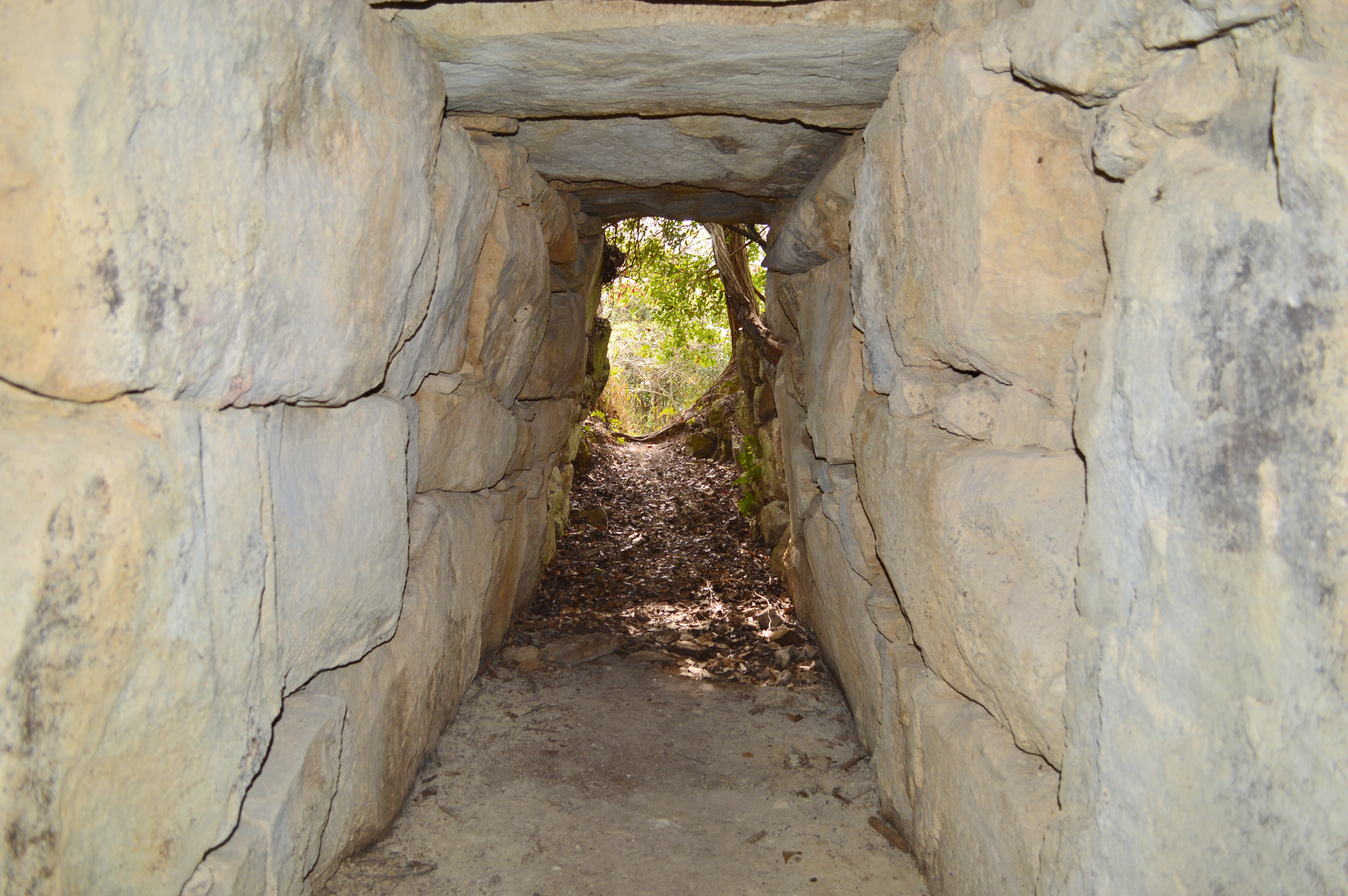
羨道（開口部方向）

## 出土品

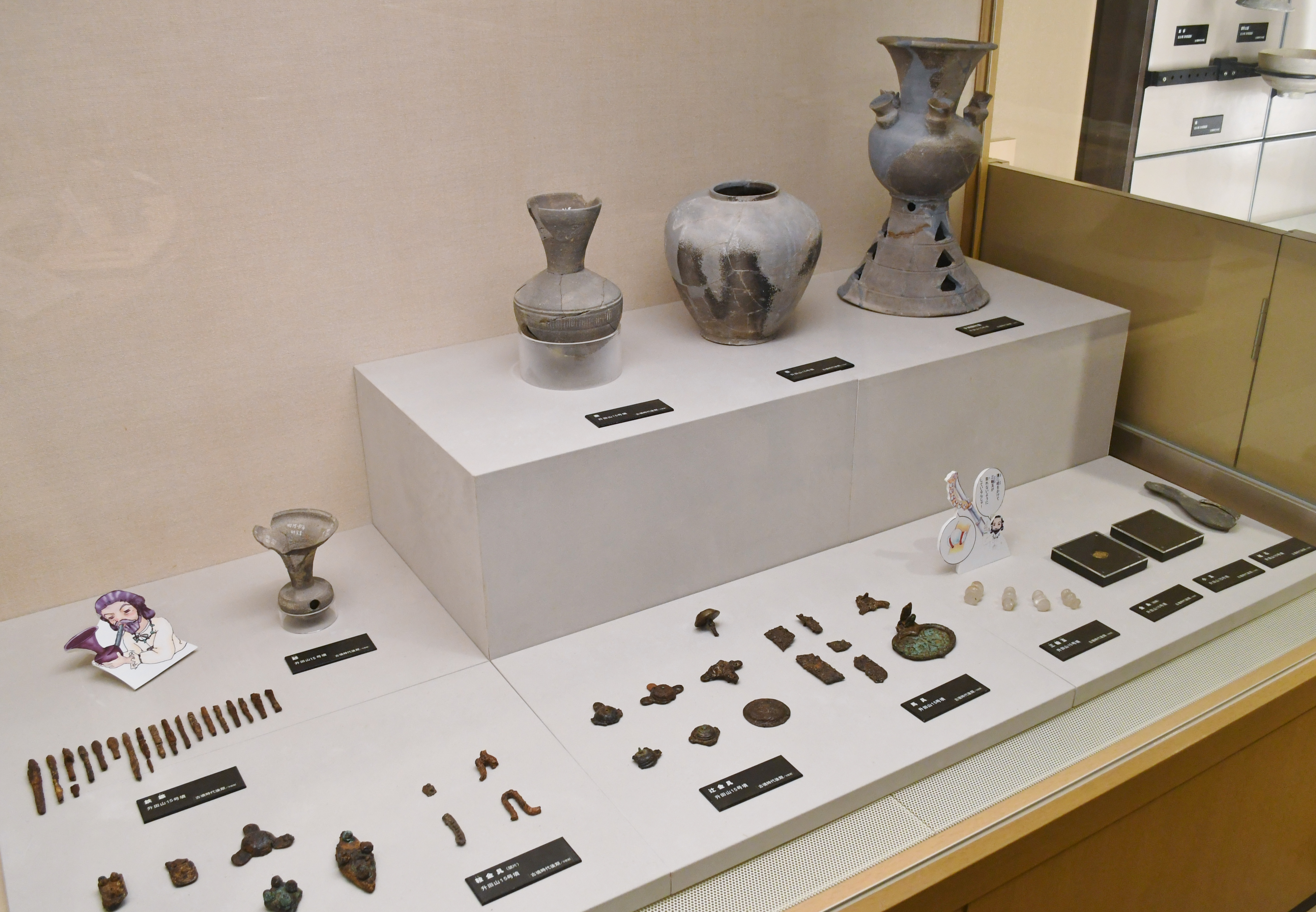
出土品加古川総合文化センター博物館展示（他画像も同様）。

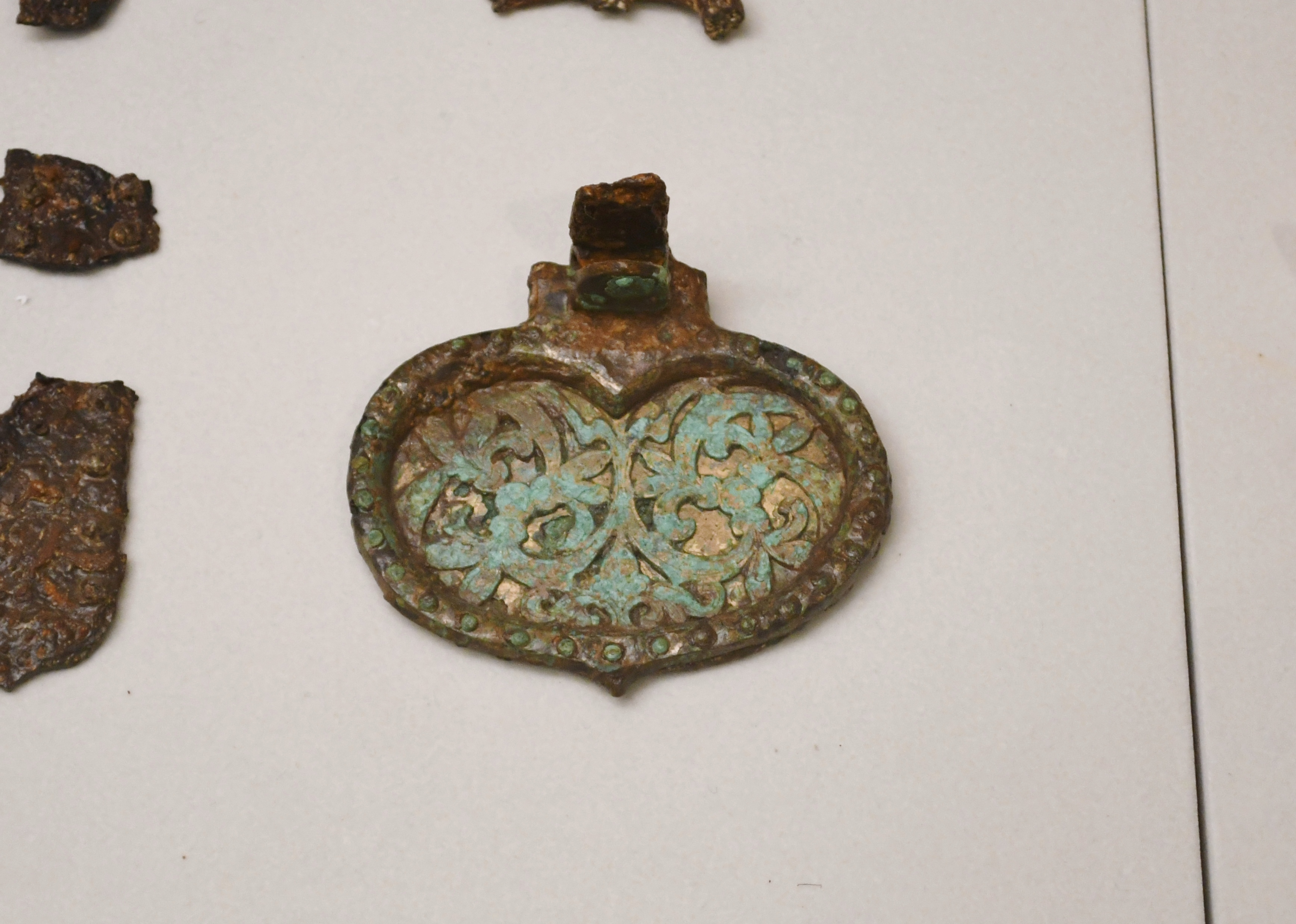
杏葉

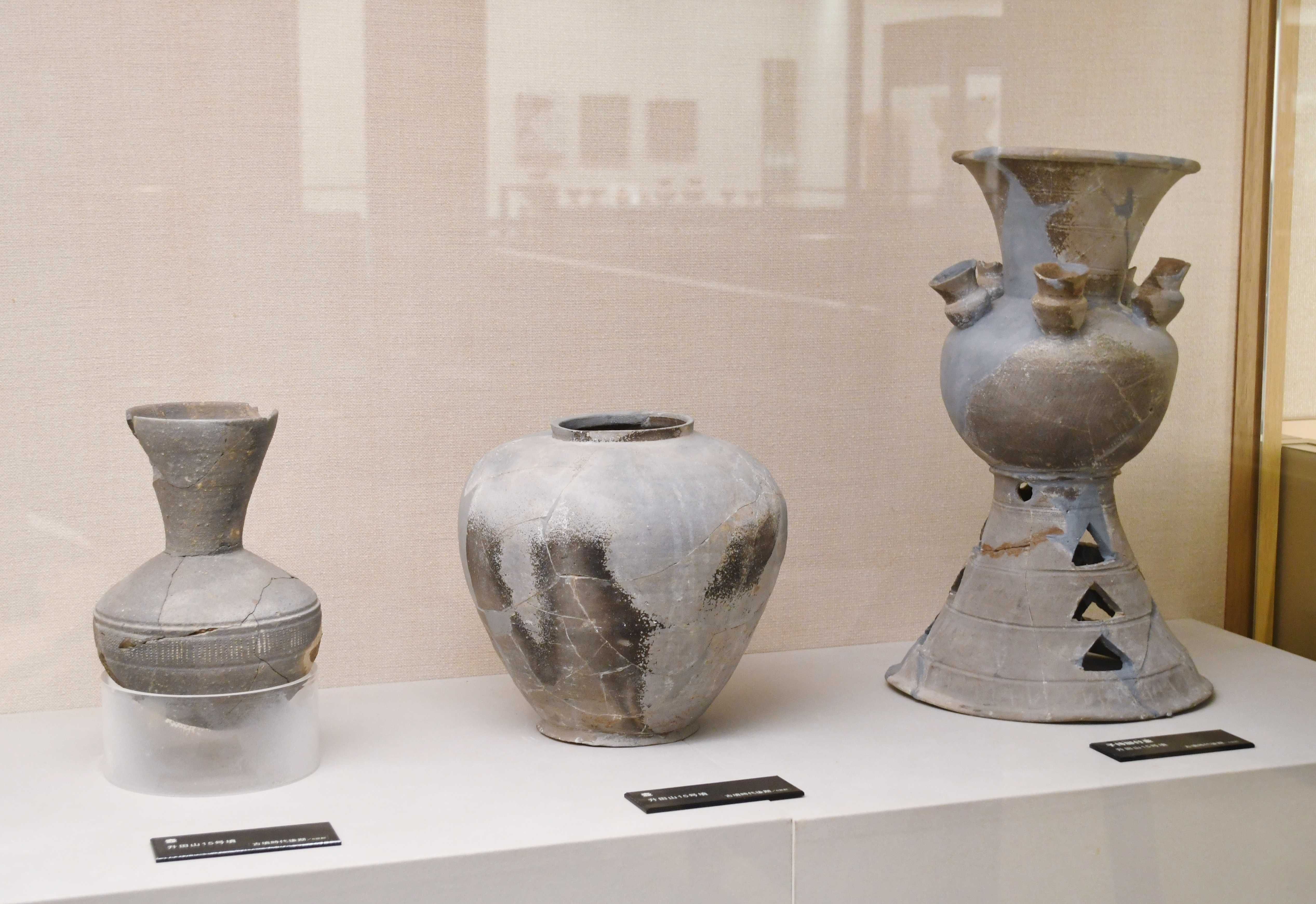
須恵器

1964年の石室内の調査で検出された副葬品は次の通り。
- 装身具
  - 金糸 多数
  - 丸玉 3
  - 小玉 多数
- 武器
  - 三輪玉 4
  - 刀 1
  - 刀子 1
  - 鉄鏃 多数
- 馬具
  - 杏葉 1
  - 辻金具 8
  - 鐙 1
- 須恵器 - 脚付子持壺2、台付壺2、器台1、高坏8、壺8、蓋坏12、坏身9、坏1、提瓶2、蓋付埦1、甕2。
- 土師器 - 土釜1、高坏2、皿3、その他1。
- 石器 - 紡錘車1、砥石1。

以上の副葬品のうち、一部は散逸している。

## 関連施設
- 加古川総合文化センター博物館（加古川市平岡町新在家） - 升田山15号墳の出土品を保管・展示。